# Västra terminalen
Västra terminalen 1 (finska: Länsiterminaali 1) är en passagerarterminal i Helsingfors för främst trafik till och från Tallinn i Estland samt till och från Sankt Petersburg i Ryssland. Den kallades endast Västra terminalen fram till tillkomsten av Västra terminalen 2, som öppnade i februari 2017.
Västra terminalen 1 ligger på Busholmen i Västra hamnen. Rederier som har använt Västra terminalen 1 är bland andra Eckerö Line, St. Peter Line och Tallink.
Terminal 1 används inte längre regelbundet.
Det finns en spårvagnshållplats vid terminalen. Där stannar linje 7 på Helsingfors spårvägar.